# Tipula (Yamatotipula) tephrocephala
Tipula (Yamatotipula) tephrocephala is een tweevleugelige uit de familie langpootmuggen (Tipulidae). De soort komt voor in het Nearctisch gebied.